# Gerhard Schjelderup
Gerhard Schjelderup (Kristiansand, Noorwegen, 17 november 1859 – Benediktbeuern, Duitsland, 29 juli 1933) was een Noors componist, cellist en schrijver. 

## Achtergrond
Gerhard Rosenkrone Schjelderup werd geboren binnen een artistiek gezin van amateurzanger Georg Elias Schjelderup (1821-1997) en pianiste Henriette van Kervel (1833-1904, achterachterkleindochter van een Nederlands kapitein-luitenant). Zuster Margrete speelde viool, zuster Henriette (later Hanka Schjelderup Petzold, 1862-1937) speelde piano en was zangeres, zus Leis Schjelderup en broer Georg Schjelderup waren kunstschilders. Mon Schjelderup was zijn nicht. Hij was tevens verre familie van theoloog Kristian Schjelderup en psycholoog Harald Schjelderup. Gerard Schjelderup huwde op 11 mei 1896 met zangeres Elsa Schwartz. Uit dat huwelijk werden minstens drie kinderen geboren.

## Muziek
Zijn muzikale opleiding kreeg hij in Parijs bij Auguste Franchomme (cello) en Augustin Savard (muziektheorie). Tevens volgde hij een studie bij componist Jules Massenet aan het Conservatorium van Parijs. In Parijs maakte hij kennis met het oeuvre van Richard Wagner, waarna hij naar Duitsland trok om daar verder kennis van te nemen. Hij zag in 1887 Wagners Der Ring des Nibelungen in Karlsruhe. Het is dan ook niet verwonderlijk dat hij naarst orkestwerken en kamermuziek ook aan flink aantal opera’s schreef in zijn componistenleven.
Hij schreef naast muziek ook boekwerken over Edvard Grieg (een eerste biografie over hem, 1903) en (weer) Wagner (Dramaets Gjenfødelse ved Richard Wagner) en in 1921 een boekwerk over de Noorse muziekgeschiedenis.
Hij was ook een van de oprichters van de Noorse componistenbond van welke instantie hij vanaf 1920 voorzitter was. Hij bleef zich zijn hele leven inzetten voor Noorse muziek maar stierf uiteindelijk in Beieren, Duitsland. Zijn brieven worden bewaard in Leipzig.

## Werken

### Opera’s
- Østenfor sol og vestenfor måne (1889-1890); een akte uitgevoerd in München, 1890
- Sonntagmorgen (1891-92); München, 1893
- Norwegische Hochzeit (1894); Praag, 17 maart 1900 
  - ook wel Bruderovet;Christiania, 1919
- En helligaften (1895); Bergen 1898
- Sampo Lappelill (1890-1900)
- Et folk i nød (1906-07)
- Vårnatt (1906-07); Dresden, 1908
- Opal (1915); Dresden, 1915
- Den røde pimpernell
- Sturmvögel; Schwerin, 1926
- Liebesnächte (1930) ; Lübeck 1934

### Orkestmuziek
- Første Symfoni, c-moll, 1887 (verloren gegaan, gereconstrueerd in de jaren 20: Den lille Symfoni)
- Julesuite (driedelig) 1900 (Nationaltheatret 4 maart 1900)
- Brand, symfonisk dikt, 1914
- Anden (2e) Symfoni (Til Norge), 1924
- I Skogen, symfonisk suite, 1932

### Koorwerken
- Prometeus Kantate, 1886
- Høifjeldsliv (tekst: H. Ibsen) (opus 4), 1910
- St. Olavs Kantate, 1929

### Kamermuziek
- Elegie (cello og klaver), jaren 80
- Ensomhed. Fantasi for Klaver, jaren 80
- Dansesuite (fiolin og klaver), jaren 80
- Strykekvartet, 1921
- Klavertrio, 1927

### Balletmuziek
- Wunderhorn, 1889
- Pudderkvasten, 1918
- Blomsterpiken, 1918

### Liederen
- 8 Sange, jaren 70 (opus 1)
- Svanen, 1907
- Vuggevisen, 1907
- Fire Ballader, 1913
- Jane Grey, 1920
- Jan Bart, 1920

Enkele concerten:
- 16 september 1880: samen met Margrete, Henriette in een Arbeiderslokaal in Bergen met voornamelijk werk van Ludwig van Beethoven
- 11 september 1883: opnieuw met zijn twee zusters en opnieuw in Bergen met werk van Beethoven
- 8 januari 1885: eigen concert met zangeressen Randi Nilsen en Helene Sontum met onder andere werken van hemzelf en zijn leraar Franchomme
- 24 januari 1889: concert met Martin Ursin, Agathe Backer-Grøndahl en Ellen Nordgren

- Bibsys: 90067799
- Bibliothèque nationale de France: cb148410067 (data)
- Gemeinsame Normdatei: 118755226
- International Standard Name Identifier: 0000 0001 0968 8751
- Library of Congress Control Number: n80070445
- Nationale Bibliotheek van Tsjechië: mzk2015884700
- Nationale Bibliotheek van Israël: 987007273633905171
- Nederlandse Thesaurus van Auteursnamen: 130210129
- SNAC: w6pk3m1x
- Système universitaire de documentation: 080625665
- Virtual International Authority File: 47029116
- WorldCat: E39PBJpV8BCYb8qfx3rv3dbmVC